# Liste des cathédrales du District fédéral
Cet article recense les cathédrales du District fédéral au Brésil.

## Généralités
Du point de vue de l'Église catholique, le District fédéral est administré par un unique archidiocèse. Il abrite également le siège de l'ordinariat militaire du pays. Au total, le district abrite donc deux cathédrales.

## Liste
| Édifice                    | Juridiction               | Notes                          | Coordonnées                        | Illus. |
| -------------------------- | ------------------------- | ------------------------------ | ---------------------------------- | ------ |
| Notre-Dame-d'Aparecida     | Brasília                  | Inscrite au patrimoine mondial | 15° 47′ 54″ sud, 47° 52′ 32″ ouest |        |
| Notra-Dame-de-la-Paix (pt) | Ordinariat militaire (pt) | Inscrite au patrimoine mondial | 15° 46′ 51″ sud, 47° 55′ 27″ ouest |        |